# Félicie Gérard
Pour les articles homonymes, voir Gérard.
Félicie Gérard, née le 28 janvier 1974 à Saint-Quentin, est une femme politique française.
Membre d'Horizons, elle est élue députée lors des élections législatives de 2022 dans la 7e circonscription du Nord.

## Biographie

### Origine familiale
Félicie Gérard est native de l'Aisne et son père est agriculteur.

### Éducation et famille
Félicie Gérard habite dans le quartier du Capreau à Wasquehal depuis 1999 et a deux enfants . Elle œuvre dans le milieu associatif depuis de nombreuses années, dans le scoutisme, comme parent d’élèves et dans des associations qui aident les enfants gravement malades avec les associations Rêves et Relais des Rêves.
Elle est conseiller clients industriels chez Enedis de 2007 à 2017. Chef de projet dans cette entreprise en 2022, elle interrompt cette activité après son élection comme députée.

### Parcours politique
Félicie Gérard entre en politique en devenant adjointe au maire de Wasquehal, Stéphanie Ducret, à la suite des élections municipales de 2014. Toutefois, le 22 juin 2015, le Conseil d'État annule les élections de mars 2014 à la suite du recours d'Alexis Salmon, tête de liste du Front national, pour une erreur administrative issue de la liste de Marijan Frigout (divers droite) arrivée en deuxième position au second tour. Les électeurs wasquehaliens sont donc appelés aux urnes les 20 et 27 septembre 2015. La campagne municipale voit à nouveau huit listes prétendre à diriger la ville. La liste de Stéphanie Ducret remporte ces nouvelles élections. Félicie Gérard, est alors adjointe au maire chargée de la vie associative. À la suite des élections municipales de 2020, qui voient la victoire de Stéphanie Ducret, Félicie Gérard devient sixième adjointe au maire chargée des associations, de la démocratie participative et de l’intercommunalité.
Membre de l'UDI de 2015 à 2016 puis de LREM jusqu'en 2021, elle rejoint Horizons lors de la création du parti.
Lors des élections législatives de 2022, Félicie Gérard est candidate dans la 7e circonscription du Nord sous l'étiquette Ensemble. Elle remporte le scrutin au second tour avec 55,47 % des voix face à Karima Chouia, candidate de la NUPES,. Elle annonce souhaiter obtenir une augmentation des effectifs du commissariat de Roubaix et souhaiter s'investir sur le plan national sur le thème de l'éducation. Elle siège à l'Assemblée nationale au sein du groupe Horizons et indépendants.

## Détail des mandats
- Depuis le 5 avril 2014 : adjointe au maire de Wasquehal.
- Depuis le 22 juin 2022 : députée de la 7e circonscription du Nord.